# Sol Nascente
Sol Nascente este o telenovelă braziliană din 2016.

## Distribuție
- Bruno Gagliasso - Mário De Angeli
- Giovanna Antonelli - Alice Tanaka
- Rafael Cardoso - Wladimir César Teixeira Correia Filho (César)
- Luís Melo	- Kazuo Tanaka
- Francisco Cuoco - Gaetano De Angeli / Luigi Borelli
- Aracy Balabanian - Giuseppina De Angeli (Geppina) / Filomena Giunchetti